# فيا دل كورسو

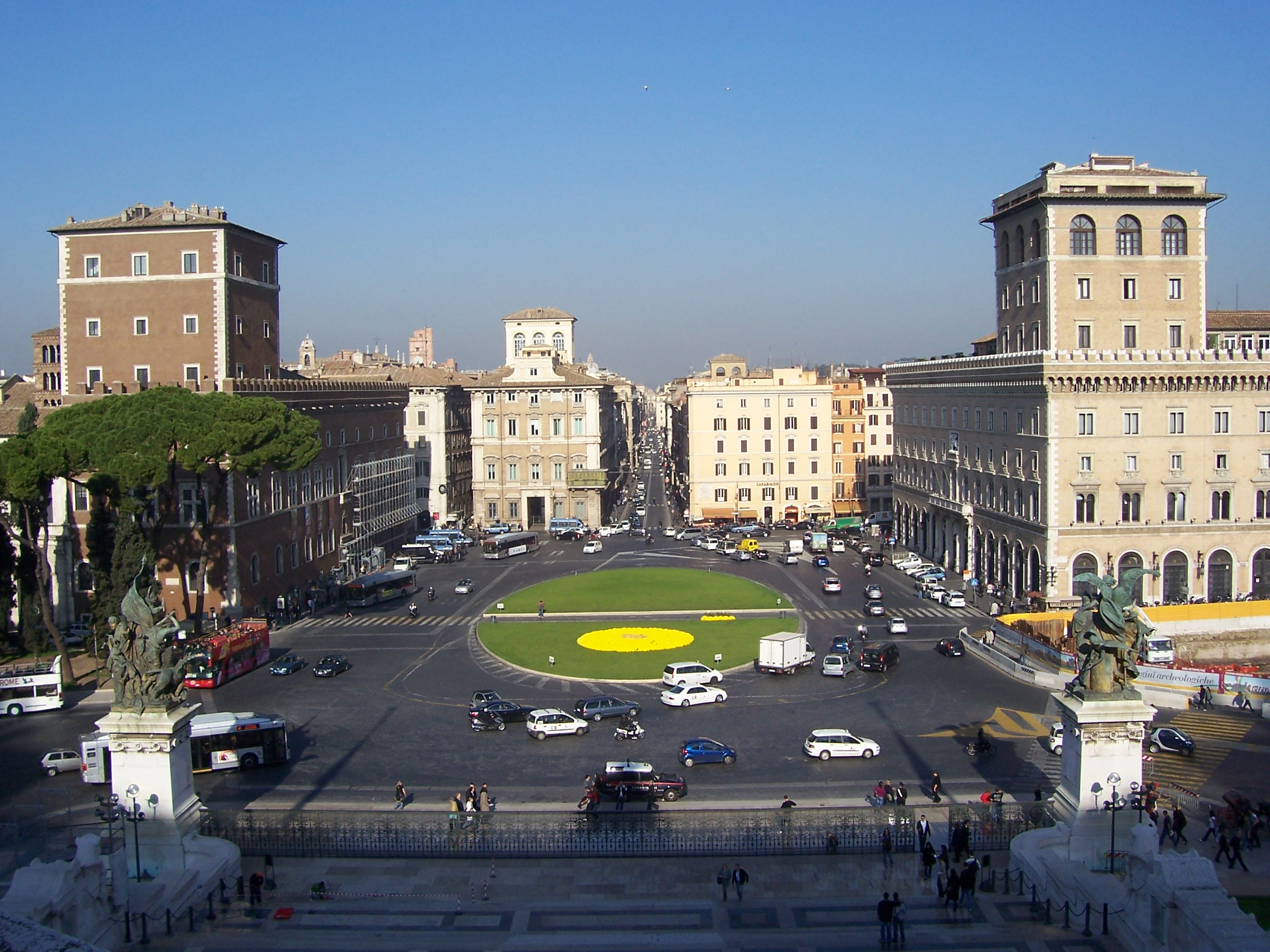
فيا دل كورسو كما يظهر من الفيتوريانو

فيا دل كورسو (بالإنجليزية: Via del Corso)‏ هو شارع يقع في وسط روما التاريخية.